# Hannes Wolf (voetballer, 1999)
Hannes Wolf (Graz, 16 april 1999) is een Oostenrijks voetballer die doorgaans als vleugelspeler speelt. Hij verruilde RB Leipzig in juli 2021 voor Borussia Mönchengladbach, dat hem in het voorgaande seizoen al huurde.

## Clubcarrière
Wolf speelde in de jeugd bij SC Seiersberg, SV Gössendorf, USV Vasoldsberg, JAZ GU-Süd en Red Bull Salzburg. Hij debuteerde op 8 december 2016 in het eerste elftal van laatstgenoemde club, in een wedstrijd in de UEFA Europa League tegen FC Schalke 04. Zijn debuut in de Oostenrijkse Bundesliga volgde op 17 december 2016, tegen Wolfsberger AC. Wolf veroverde in het seizoen 2017/18 een basisplaats bij Salzburg. Hij maakte op 5 augustus 2017 zijn eerste doelpunt in het eerste elftal, de 2–0 in een met 5–1 gewonnen competitiewedstrijd thuis tegen Admira Wacker. Hij maakte dat jaar ook zijn debuut in voorronden van de UEFA Champions League. Zijn ploeg kwam die niet door, maar bereikte vervolgens wel de halve finale van de UEFA Europa League.
Wolf kwam tot 52 competitiewedstrijden met daarin 16 doelpunten voor hij Red Bull Salzburg na afloop van het seizoen 2018/19 verruilde voor RB Leipzig. Hij zou in juli 2019 aansluiten bij de selectie, na afloop van het EK –21 van 2019. Hierop liep hij tijdens de eerste groepswedstrijd, tegen Servië –21, in een duel met Vukašin Jovanović een beenbreuk op. Het duurde daarom tot 7 december 2019 voor Wolf zijn debuut voor Leipzig kon maken, een invalbeurt in een met 3–1 gewonnen competitiewedstrijd thuis tegen 1899 Hoffenheim. Wolf kreeg dat jaar vijf wedstrijden de kans om de Duitse ploeg te overtuigen, maar slaagde daar niet in. Leipzig verhuurde hem in juli 2020 vervolgens voor een jaar aan Borussia Mönchengladbach. Hier kwam hij opnieuw te spelen onder Marco Rose, zijn voormalige trainer bij Red Bull Salzburg. Wolf kwam dat jaar tot 32 wedstrijden in de Bundesliga, waarvan 14 in de basis. Borussia Mönchengladbach nam hem daarna definitief over.

## Clubstatistieken
| Seizoen     | Club                  | Competitie   | Competitie | Competitie | Beker | Beker | Internationaal | Internationaal | Totaal | Totaal |
| Seizoen     | Club                  | Competitie   | Wed.       | Dlp.       | Wed.  | Dlp.  | Wed.           | Dlp.           | Wed.   | Dlp.   |
| ----------- | --------------------- | ------------ | ---------- | ---------- | ----- | ----- | -------------- | -------------- | ------ | ------ |
| 2016/17     | Red Bull Salzburg     | Bundesliga   | 3          | 0          | 0     | 0     | 1              | 0              | 4      | 0      |
| 2017/18     | Red Bull Salzburg     | Bundesliga   | 27         | 8          | 5     | 3     | 13             | 1              | 45     | 12     |
| 2018/19     | Red Bull Salzburg     | Bundesliga   | 22         | 8          | 4     | 2     | 14             | 1              | 40     | 11     |
| 2019/20     | RB Leipzig            | Bundesliga   | 5          | 0          | 0     | 0     | 0              | 0              | 5      | 0      |
| 2020/21     | → Borussia M'Gladbach | Bundesliga   | 32         | 3          | 4     | 1     | 7              | 0              | 43     | 4      |
| 2021/22     | Borussia M'Gladbach   | Bundesliga   | 7          | 0          | 1     | 0     | —              | —              | 8      | 0      |
| 2021/22     | → Swansea City        | Championship | 19         | 2          | 0     | 0     | —              | —              | 19     | 2      |
| 2022/23     | Borussia M'Gladbach   | Bundesliga   | 18         | 1          | 0     | 0     | —              | —              | 18     | 1      |
| Club totaal | Club totaal           | Club totaal  | 133        | 22         | 14    | 6     | 35             | 2              | 182    | 30     |

Bijgewerkt t/m 18 juli 2023

## Interlandcarrière
Wolf maakte deel uit van Oostenrijk –16 en Oostenrijk –21. Hij nam met Oostenrijk –21 deel aan het EK –21 van 2019. Hij viel na 77 minuten in de eerste groepswedstrijd uit met een gebroken been en moest de rest van het toernooi daardoor missen.

## Erelijst
| Kampioen Bundesliga  | 2x | 2017/18, 2018/19 |
| Beker van Oostenrijk | 1x | 2018/19          |